# (78249) Capaccioni
(78249) Capaccioni est un astéroïde de la ceinture principale.

## Description
(78249) Capaccioni est un astéroïde de la ceinture principale. Il fut découvert le 4 août 2002 à Campo Imperatore par le projet CINEOS. Il présente une orbite caractérisée par un demi-grand axe de 3,04 UA, une excentricité de 0,04 et une inclinaison de 8,9° par rapport à l'écliptique.

## Compléments